# Название Новой Зеландии

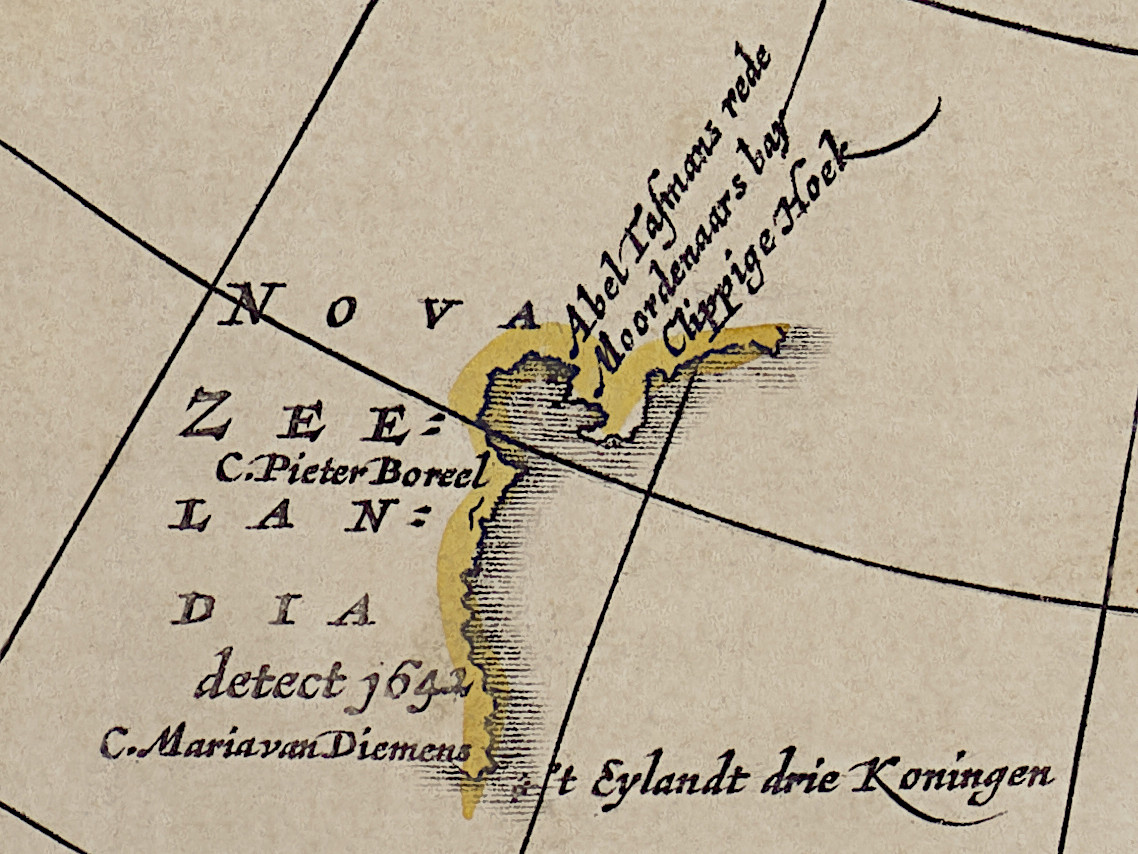
Карта 1666 года, показывающая западную береговую линию территории «Новая Зеландия»

Официальное название страны «Новая Зеландия» (англ. New Zealand, маори Aotearoa) начало складываться в середине XVII века — сначала в записях голландских картографов оно фигурировало как Nova Zeelandia, в честь одной из провинций Нидерландов — Зеландия (нидерл. Zeeland), затем, в голландском написании — Nieuw Zeeland. Позднее, в XVIII веке, британский мореплаватель Джеймс Кук в своих записях использовал англизированную версию этого названия — New Zealand, и именно оно стало официальным названием страны. Русское название «Новая Зеландия» является точным переводом исторически сложившегося имени.

## Названия на языке маори
Оригинальное название, данное стране маори до появления здесь первых европейцев, не сохранилось, но известно, что остров Северный маори именовали Те Ика-а-Мауи (маори Te Ika-a-Māui), что может быть переведено как «рыба, принадлежащая Мауи». Мауи — в мифологии маори полубог, поймавший в океане огромную рыбу, превратившуюся после этого в остров. Остров Южный имел два распространённых названия: Те Ваи Поунаму (маори Te Wai Pounamu) и Те Вака-а-Мауи (маори Te Waka a Māui). Первое название может быть переведено как «нефритовая вода», а второе как «лодка, принадлежащая Мауи». До начала XX века остров Северный часто именовался коренными жителями «Аотеароа» (Aotearoaо файле), что может быть переведено как «страна длинного белого облака» (ao = облако, tea = белый, roa = длинный). Согласно преданию маори, выдающийся мореплаватель древности Купе во время плавания из Центральной Полинезии увидел на горизонте большое белое облако — признак приближающейся земли и, высадившись на эту землю, назвал её «Аотеароа». Позднее именно это название стало общепринятым названием в языке маори для всей страны.
Третий по величине остров архипелага — Стьюарт — на языке маори имеет несколько названий. Одно из них — «Те Пунга о Те Вака а Мауи» (маори Te Punga o Te Waka a Maui), переводится как «якорный камень каноэ Мауи», в соответствии с легендой, в которой Южный остров символизирует каноэ Мауи. Но наиболее известным и используемым маорийским названием является «Ракиура» (маори Rakiura), в отношении этимологии которого есть несколько версий. Согласно одной из них, это сокращение выражения «Те Ракиура а Те Ракитамау» («великое и глубокое покраснение Те Ракитамау») — согласно маорийской легенде, вождь Ракитамау залился краской от смущения, когда отказался от брака с двумя дочерьми главы острова. Другая интерпретация названия «Ракиура» — «светящиеся небеса», возможно, относится к полярным сияниям, которые можно наблюдать на острове.

## Названия на европейских языках

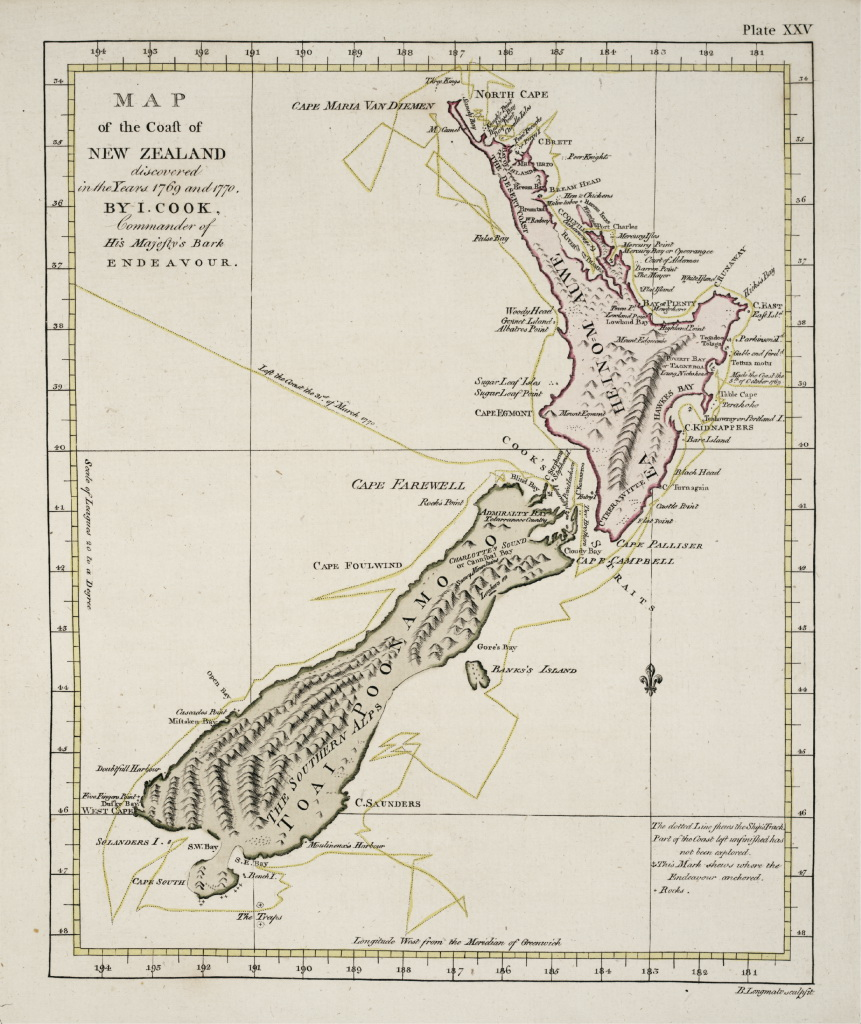
Карта Новой Зеландии, составленная Д.Куком, на которой присутствуют маорийские названия и собственные названия Кука

Первые европейцы, достигшие Новой Зеландии, прибыли на корабле экспедиции нидерландца Абела Тасмана в 1642 году. Экспедиция Тасмана, обследовав северную часть западного побережья архипелага, предположила, что высадилась на выступ гипотетического материка — Неведомой Южной земли. Тасман дал обнаруженной территории название Стателанд («Земля штатов», нидерл. Staten Landt) в честь Генеральных штатов Республики Соединённых провинций (в то время — название парламента Нидерландов). До Тасмана название «Земля штатов» было присвоено суше, открытой в 1615 году голландскими моряками Якобом Лемером и Виллемом Схаутеном близ Огненной Земли, также принятой ими за выступ Неведомой Южной земли. Есть точка зрения, что Тасман использовал то же название, что и Схаутен, полагая, что его суша и суша Схаутена представляют собой выступы одного и того же материка, в то время как в действительности эти острова расположены на расстоянии 8,5 тысяч километров друг от друга. Тасман отмечал в своих записках: «возможно, что эта земля [Схаутена] соединяется с Staten Landt, но достоверно это не известно». Но уже в 1643 году другой голландский мореплаватель — Хендрик Браувер — доказал, что «Земля штатов» Схаутена не является частью Неведомой Южной Земли, а представляет собой лишь небольшой остров. После этого во избежание путаницы голландские картографы в 1645 году переименовали сушу, открытую Тасманом, в Nova Zeelandia, в честь нидерландской провинции Зеландия. Латинская форма Nova Zeelandia на нидерландском языке приняла вид нидерл. Nieuw Zeeland, а в 1769—1770 годах британский исследователь Джеймс Кук окончательно доказал островное положение архипелага и назвал его по-английски — англ. New Zealand.
В 1840 году Великобритания объявила Новую Зеландию своей колонией и утвердила список «основных островов» Новой Зеландии с их названиями: «Северный остров» (Северный остров), «Средний остров» (Южный остров) и «Остров Стюарта» или «Южный остров». После этого, в 1841 году было проведено административно-территориальное деление Новой Зеландии: Северный остров получил статус провинции Новый Ольстер, нынешний Южный остров — провинции Новый Манстер, а остров Стюарта — провинции Новый Ленстер, по аналогии с одноимёнными провинциями Ирландии. Эти названия административно-территориальных образований не прижились: в 1846 году была упразднена провинция Новый Ленстер, а в 1853 — Новый Ольстер и Новый Манстер. С 1830-х годов название «Южный остров» употреблялось как альтернативное для Среднего острова, и к 1907 году оно закрепилось окончательно.
В 2009 году Совет по географическим названиям Новой Зеландии — главный орган страны в сфере топонимической политики — обнаружил, что названия главных островов формально так и не утверждены никаким правовым актом. Это упущение было исправлено в 2013 году, когда острова официально назвали «Северным» (маори Те Ика-а-Мауи) и «Южным» (маори Те Ваипоунаму). Названия на маори и английском языке могут использоваться взаимозаменяемо.

## Неофициальные названия

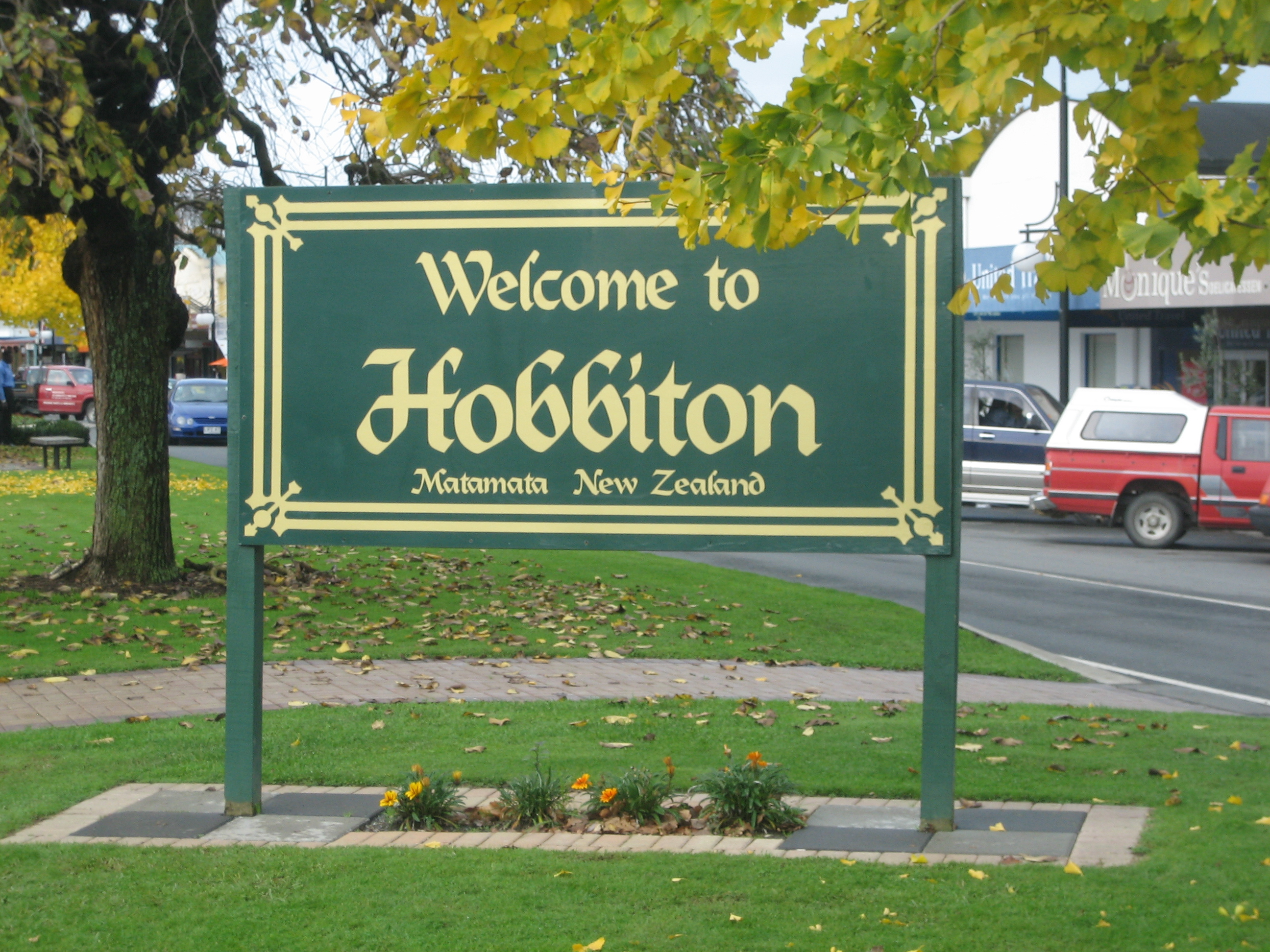
Плакат, приглашающий в Хоббитанию, в городе Матамата

За свою историю Новая Зеландия и различные её части получили ряд неофициальных названий. Ещё в конце XIX века Новую Зеландию неофициально именовали «Маориленд» (англ. Maoriland), от этнонима коренного населения, и «страна Бога» (God’s Own Country). Первое название широко использовалось в рабочем движении, а одна из первых рабочих газет страны получила название «Маорилендский рабочий» (англ. Maoriland Worker). Премьер-министр Новой Зеландии Ричард Седдон, находившийся у власти дольше всех, популяризировал название «страна Бога». Оба этих прозвища страны в XX веке вышли из употребления, хотя прозвище «божья страна» (или «Godzone») иногда встречается. Латинские названия страны — «Zealandia» и «Nova Zealandia».
После выхода кинотрилогии «Властелин колец» Питера Джексона, съёмки которой велись в Новой Зеландии на протяжении восьми лет, страна получила прозвище «Средиземье». Этого прозвища нередко удостаивался и Веллингтон, центр местной киноиндустрии, а местная газета The Evening Post за неделю до выхода первого фильма переименовалась в The Middle Earth Post. Город Матамата, расположенный неподалеку от места съёмки многих сцен в Хоббитании, неофициально переименовал себя в «Хоббитон». Расцвет киноиндустрии в Веллингтоне породил прозвище города — «Велливуд», но предложение установить возле веллингтонского аэропорта знак в стиле «Голливуд» было отклонено из-за возможных нарушений авторских прав.

### на русском языке
- Поспелов Е. М. Географические названия мира. Топонимический словарь / отв. ред. Р. А. Агеева. — 2-е изд., стереотип. — М.: Русские словари, Астрель, АСТ, 2002. — 512 с. — 3000 экз. — ISBN 5-17-001389-2.
- Словарь географических названий зарубежных стран / А. М. Комков. — М.: Недра, 1986. — 459 с.

### на английском языке
- King, Michael. The Penguin History of New Zealand (неопр.). — Penguin Books, 2003. — ISBN 978-0143018674.
- Mein Smith, Philippa. A Concise History of New Zealand (неопр.). — Australia: Cambridge University Press, 2005. — ISBN 0-521-54228-6.
- Hay, Jennifer; Maclagan, Margaret; Gordon, Elizabeth; Jennifer. Dialects of English: New Zealand English (неопр.). — Edinburgh University Press, 2008. — ISBN 978-0-7486-2529-1.